# Nerja
Nerja é um município da Espanha na província de Málaga, comunidade autónoma da Andaluzia, de área 85 km² com população de 22,661 habitantes (2004) e densidade populacional de 216,83 hab/km².

Foi aqui que se gravou a série dos ano 80 Verano Azul. É um centro urbano branco típico da costa andaluza, unido à inigualável vista desde o miradouro conhecido como Varanda da Europa.

## Demografia
| Variação demográfica do município entre 1991 e 2004 | Variação demográfica do município entre 1991 e 2004 | Variação demográfica do município entre 1991 e 2004 | Variação demográfica do município entre 1991 e 2004 |
| --------------------------------------------------- | --------------------------------------------------- | --------------------------------------------------- | --------------------------------------------------- |
| 1991                                                | 1996                                                | 2001                                                | 2004                                                |
| 13604                                               | 14965                                               | 16795                                               | 18509                                               |

## Cidades gémeas
- Pescia
- San Juan (Argentina)